# Losser (gemeente)

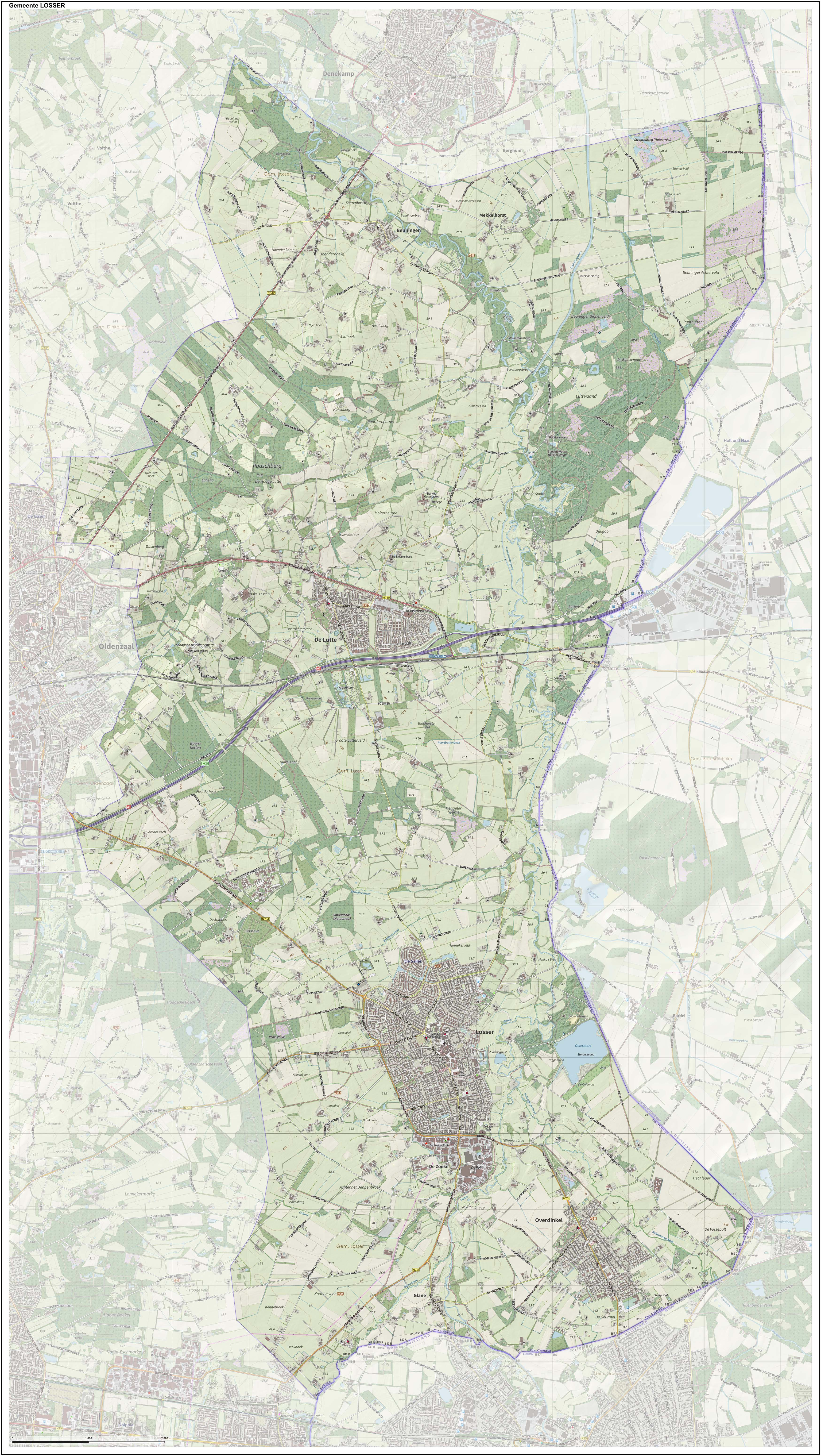
Topografische gemeentekaart van Losser

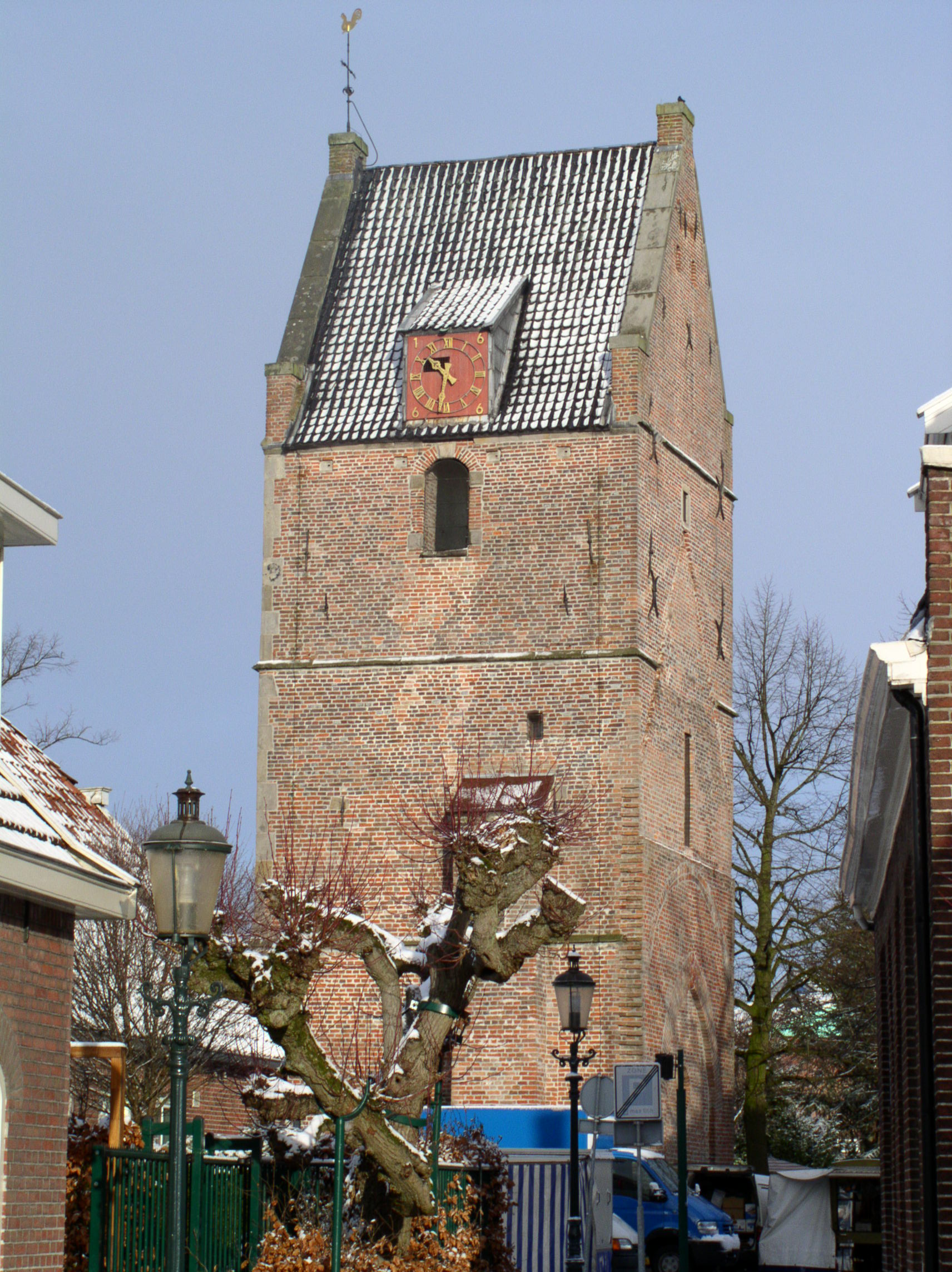
De Martinustoren in Losser

Losser (uitspraakⓘ) (Nedersaksisch, Twents: Losker) is een Nederlandse gemeente in het oosten van Twente, Overijssel. In de gemeente woonden op 1 januari 2024 23.380 inwoners (bron: CBS) op een oppervlakte van 99,64 km². De gemeente Losser maakt deel uit van de Regio Twente. Voor zover religieus, draagt de gemeente een sterk rooms-katholiek karakter, vooral in kernen als De Lutte.

## Geografie
De gemeente Losser ligt in het oosten van Twente aan de Duitse grens. In het noorden grenst de gemeente aan Dinkelland en in het westen en zuidwesten aan de steden Oldenzaal en Enschede. De Duitse gemeente Gronau (Noordrijn-Westfalen) ligt in het zuiden en Bad Bentheim in het oosten. De gemeente telt vijf officiële kernen, waarvan de hoofdplaats Losser verreweg de grootste is. Daarnaast zijn er in de gemeente nog enkele buurtschappen: De Poppe, De Zoeke, Glane-Beekhoek en Mekkelhorst. 
| Woonplaats (BAG) | Inwoners 2023 |
| ---------------- | ------------- |
| Beuningen        | 1.000         |
| De Lutte         | 3.970         |
| Glane            | 505           |
| Losser           | 13.730        |
| Overdinkel       | 4.155         |

| Aangrenzende gemeenten | Aangrenzende gemeenten | Aangrenzende gemeenten | Aangrenzende gemeenten | Aangrenzende gemeenten |
| ---------------------- | ---------------------- | ---------------------- | ---------------------- | ---------------------- |
| Dinkelland             |                        |                        |                        |                        |
|                        |                        |                        |                        |                        |
| Oldenzaal              | Bad Bentheim (D)       |                        |                        |                        |
|                        |                        |                        |                        |                        |
| Enschede               |                        | Gronau (D)             |                        |                        |

## Politiek

### College van B&W
Op 7 februari 2018 werd Cia Kroon burgemeester van Losser. Dit als opvolger van de op 8 mei 2017 beëdigde waarnemer J.P. Gebben. Vanaf 16 november 2021 werd Kroon waargenomen door Gerrit Jan Kok wegens ziekte. Op 14 oktober 2022 hervatte Cia Kroon haar werkzaamheden in Losser. Op 7 februari 2024 werd Kok opnieuw waarnemend burgemeester nadat Kroon had besloten geen tweede termijn als burgemeester aan te gaan.
Volgend op de gemeenteraadsverkiezingen van 16 maart 2022 zijn de onderhandelingen gestart om tot een nieuwe coalitie te komen. Na een informatieronde heeft informateur Hans van Agteren op 6 april 2022 het advies uitgebracht tot vorming van een college bestaande uit Burgerforum, D66 en PvdA. Wybren Bakker is vervolgens aangesteld als formateur. Op 3 juni hebben de partijen bekendgemaakt dat zij het op hoofdlijnen eens zijn geworden over een coalitieakkoord..
Na de Tweede Kamerverkiezingen zijn nog twee van de wethouders gewisseld. Jaimi van Essen werd wethouder in Deventer  en Jimme Nordkamp nam zitting in de Tweede Kamer.
Begin 2023 maakte burgemeester Cia Kroon bekend dat zij haar taak als burgemeester per 7 februari 2024 ging neerleggen. Na haar vertrek werd Gerrit Jan Kok op 7 februari van dat jaar waarnemend burgemeester. Op 23 oktober van dat jaar werd Jeroen Diepemaat als burgemeester van Losser.
Huidige college van burgemeester en wethouders:
- Burgemeester: Jeroen Diepemaat - VVD
- Wethouder: Marian Oosterbroek - Burgerforum
- Wethouder: Jan Engels
- Wethouder: Milad Lahdo

### Gemeenteraad
De gemeenteraad van Losser bestaat uit 19 zetels. Hieronder staat de samenstelling van de gemeenteraad sinds 1982:
| Gemeenteraadszetels                | Gemeenteraadszetels | Gemeenteraadszetels | Gemeenteraadszetels | Gemeenteraadszetels | Gemeenteraadszetels | Gemeenteraadszetels | Gemeenteraadszetels | Gemeenteraadszetels | Gemeenteraadszetels | Gemeenteraadszetels | Gemeenteraadszetels |
| Partij                             | 1982                | 1986                | 1990                | 1994                | 1998                | 2002                | 2006                | 2010                | 2014                | 2018                | 2022                |
| ---------------------------------- | ------------------- | ------------------- | ------------------- | ------------------- | ------------------- | ------------------- | ------------------- | ------------------- | ------------------- | ------------------- | ------------------- |
| Burgerforum                        | -                   | -                   | -                   | -                   | -                   | 4                   | 3                   | 4                   | 7                   | 7                   | 7                   |
| CDA                                | 12                  | 10                  | 10                  | 9                   | 9                   | 8                   | 6                   | 6                   | 6                   | 7                   | 6                   |
| VVD                                | 2                   | 1                   | 1                   | 2                   | 3                   | 2                   | 3                   | 5                   | 2                   | 3                   | 2                   |
| D66                                | -                   | -                   | -                   | 2                   | 1                   | -                   | -                   | -                   | 3                   | 1                   | 2                   |
| PvdA                               | 1                   | 4                   | 4                   | 2                   | 3                   | 2                   | 5                   | 2                   | -                   | 1                   | 2                   |
| SDGL/PvdA                          | -                   | -                   | -                   | -                   | -                   | -                   | -                   | -                   | 1                   | -                   | -                   |
| Sociaal Democraten Gemeente Losser | 2                   | 2                   | 2                   | 3                   | 1                   | 1                   | 2                   | 2                   | -                   | -                   | -                   |
| Gemeente Belangen 1993 Losser      | -                   | -                   | 2                   | 2                   | 1                   | -                   | -                   | -                   | -                   | -                   | -                   |
| PPR                                | 2                   | 2                   | 2                   | -                   | -                   | -                   | -                   | -                   | -                   | -                   | -                   |
| Totaal                             | 19                  | 19                  | 19                  | 19                  | 19                  | 19                  | 19                  | 19                  | 19                  | 19                  | 19                  |

## Accommodaties
De landelijk gelegen gemeente Losser beschikt over meerdere hotels, boerencampings en bed & breakfast-accommodaties.

## Geschiedenis
Aleida Leurink hield 57 jaar notities bij over leven en handel in Losser. Zo is er een gedetailleerd beeld ontstaan van onder andere graanprijzen en het reilen en zeilen binnen de gemeenschap. Ook landelijke gebeurtenissen in het begin van de 18e eeuw werden beschreven.

## Monumenten
In de gemeente zijn er een aantal rijksmonumenten, gemeentelijke monumenten en oorlogsmonumenten, zie:
- Lijst van rijksmonumenten in Losser (gemeente)
- Lijst van gemeentelijke monumenten in Losser
- Lijst van oorlogsmonumenten in Losser